# Wybory prezydenckie w Stanach Zjednoczonych w 1972 roku

Mapa wyborcza Stanów Zjednoczonych w 1972 roku. Liczba na mapie określa liczbę przedstawicieli stanu w Kolegium Elektorów

Wybory prezydenckie w Stanach Zjednoczonych w 1972 roku – czterdzieste siódme wybory prezydenckie w historii Stanów Zjednoczonych. Na urząd prezydenta wybrano ponownie Richarda Nixona, a wiceprezydentem na drugą kadencję został Spiro T. Agnew.

## Kampania wyborcza
Zbliżając się do wyborów prezydenckich w 1972 roku, urzędujący prezydent podjął kroki, mające zapewnić mu prawicowy elektorat. Nixon sprzeciwił się m.in. desegregacji rasowej w autobusach szkolnych i możliwości przerywania ciąży, a także obniżył wymaganą granicę wiekową do czynnego prawa wyborczego. Bez przeszkód uzyskał nominację Partii Republikańskiej, oddając szefowanie swojej kampanii, wiceprezydentowi Spiro Angew. W Partii Demokratycznej nadal istniały spore podziały, podobnie jak cztery lata wcześniej. Początkowo najsilniejszym kandydatem był George Wallace, ale został on postrzelony podczas wiecu wyborczego i sparaliżowany, co zmusiło go do wycofania kandydatury. Ostatecznie nominację prezydencką uzyskał liberalny senator George McGovern. Jego zmienne poparcie dla swojego pierwszego współkandydata Thomasa Eagletona, a także sprzeczne deklaracje ws. reform społeczno-gospodarczych nie przysporzyło mu popularności. Jego kampanią usiłowali jeszcze sterować bossowie demokratów, ale spotkało się to z niepowodzeniem. Kandydatem Amerykańskiej Partii Niezależnych został John Schmitz. Pomimo wzrostu bezrobocia i kontynuacji nielubianej wojny wietnamskiej Nixon wygrał znaczącą przewagą w głosowaniu powszechnym. Zdaniem historyków, sukces kandydata republikanów był bardziej wyrazem wotum nieufności wobec McGoverna niż zaufaniem dla Nixona.

## Kandydaci

### Amerykańska Partia Niezależnych

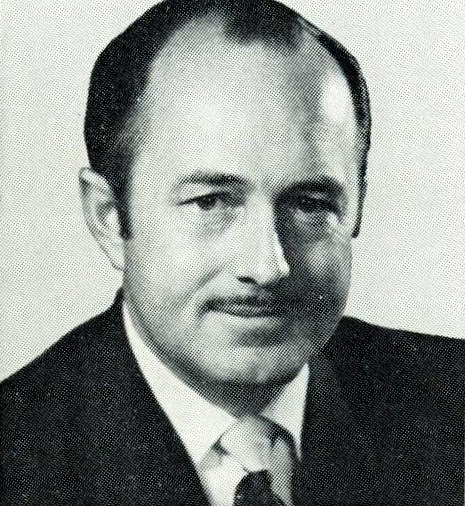
John Schmitz

### Partia Demokratyczna

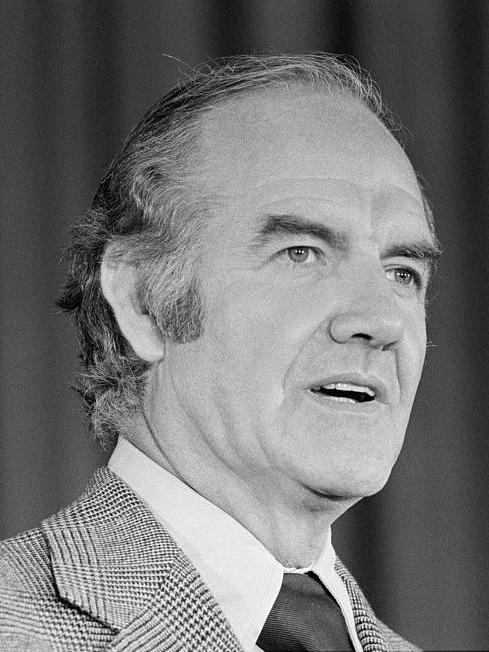
George McGovern
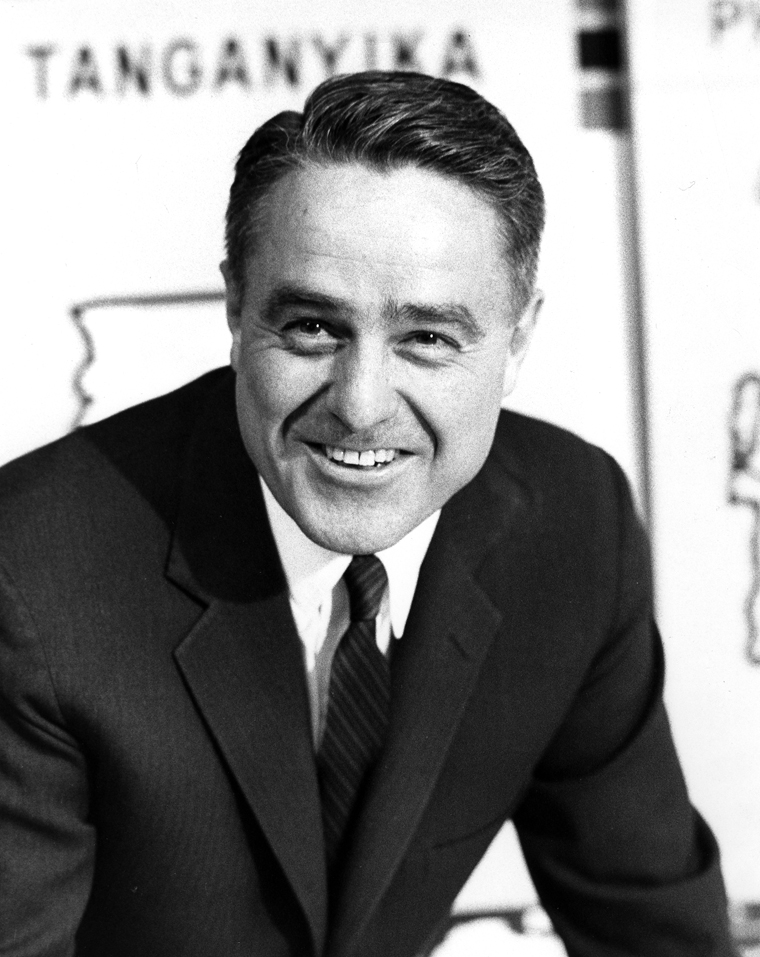
Sargent Shriver

### Partia Libertariańska

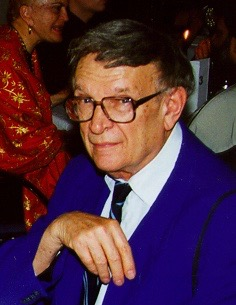
John Hospers
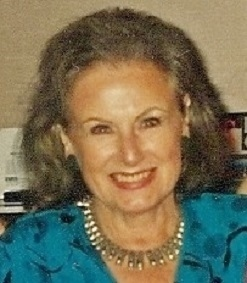
Theodora Nathan

### Partia Republikańska

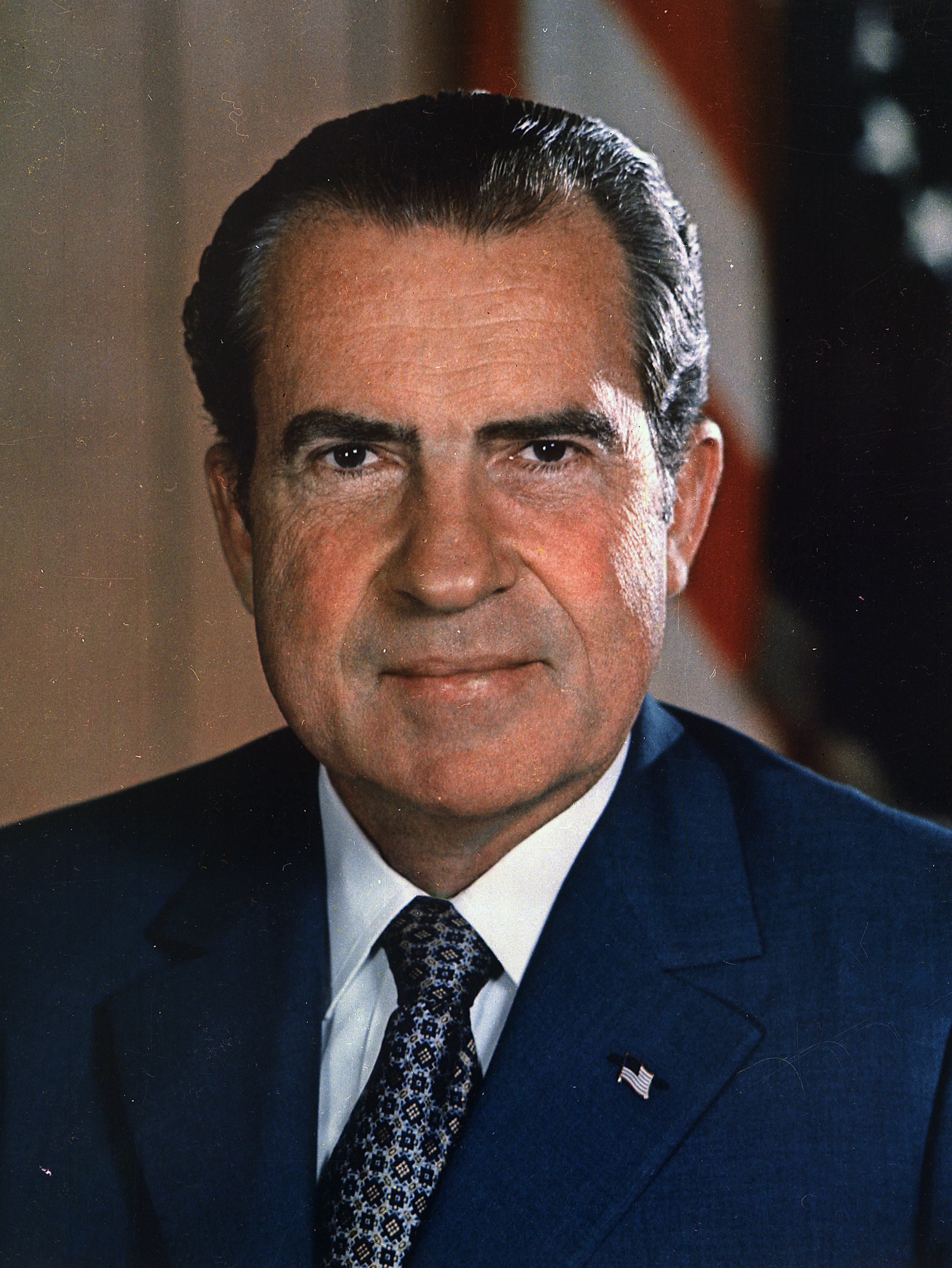
Richard Nixon
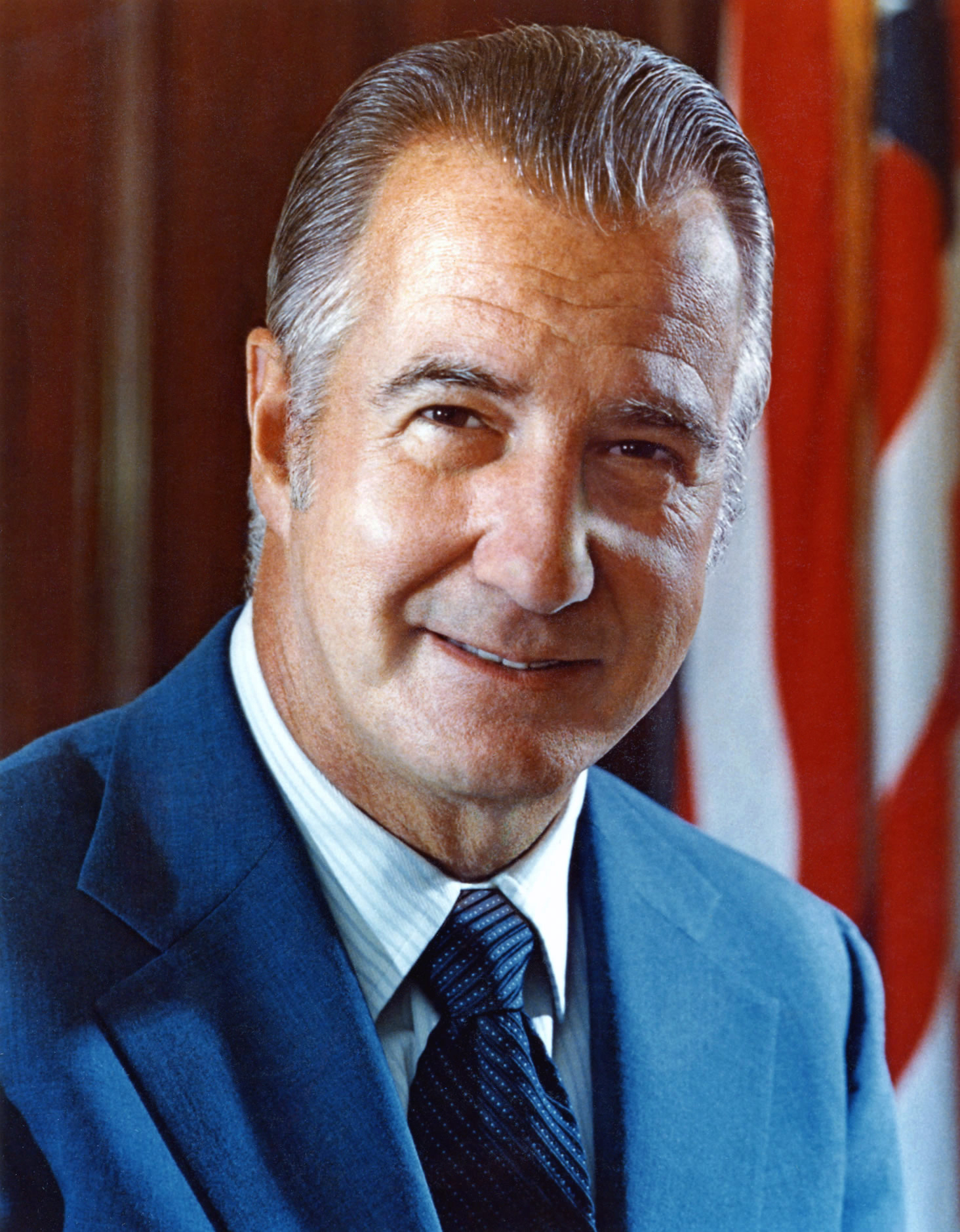
Spiro Agnew

## Wyniki głosowania
Głosowanie powszechne odbyło się 7 listopada 1972. Nixon uzyskał 60,7% poparcia, wobec 37,5% dla McGoverna i 1,4% dla Johna Schmitza. Ponadto, niecałe 290 000 głosów oddano na niezależnych elektorów, głosujących na innych kandydatów. Frekwencja wyniosła 55,1%. W głosowaniu Kolegium Elektorów Nixon uzyskał 520 głosów, przy wymaganej większości 270 głosów. Na McGoverna zagłosowało 17 elektorów, a na Johna Hospersa – 1. W głosowaniu wiceprezydenckim zwyciężył Agnew, uzyskując 520 głosów, wobec 17 dla Sargenta Shrivera i 1 dla Theodory Nathan.
| Kandydat na prezydenta | Partia                          | Głosowanie powszechne | Głosowanie powszechne | Kolegium Elektorów |
| Kandydat na prezydenta | Partia                          | Głosy                 | Procent               | Kolegium Elektorów |
| ---------------------- | ------------------------------- | --------------------- | --------------------- | ------------------ |
| Richard Nixon          | Partia Republikańska            | 47 169 911            | 60,7%                 | 520                |
| George McGovern        | Partia Demokratyczna            | 29 170 383            | 37,5%                 | 17                 |
| John Schmitz           | Amerykańska Partia Niezależnych | 1 099 482             | 1,4%                  | 0                  |
| John Hospers           | Partia Libertariańska           | 8715                  | 0,01%                 | 1                  |
| Łącznie                | Łącznie                         | Łącznie               | Łącznie               | 538                |

| Kandydat na wiceprezydenta | Partia                | Kolegium Elektorów |
| -------------------------- | --------------------- | ------------------ |
| Spiro T. Agnew             | Partia Republikańska  | 520                |
| Sargent Shriver            | Partia Demokratyczna  | 17                 |
| Theodora Nathan            | Partia Libertariańska | 1                  |
| Łącznie                    | Łącznie               | 538                |